# فرودگاه میدن-زیلاند

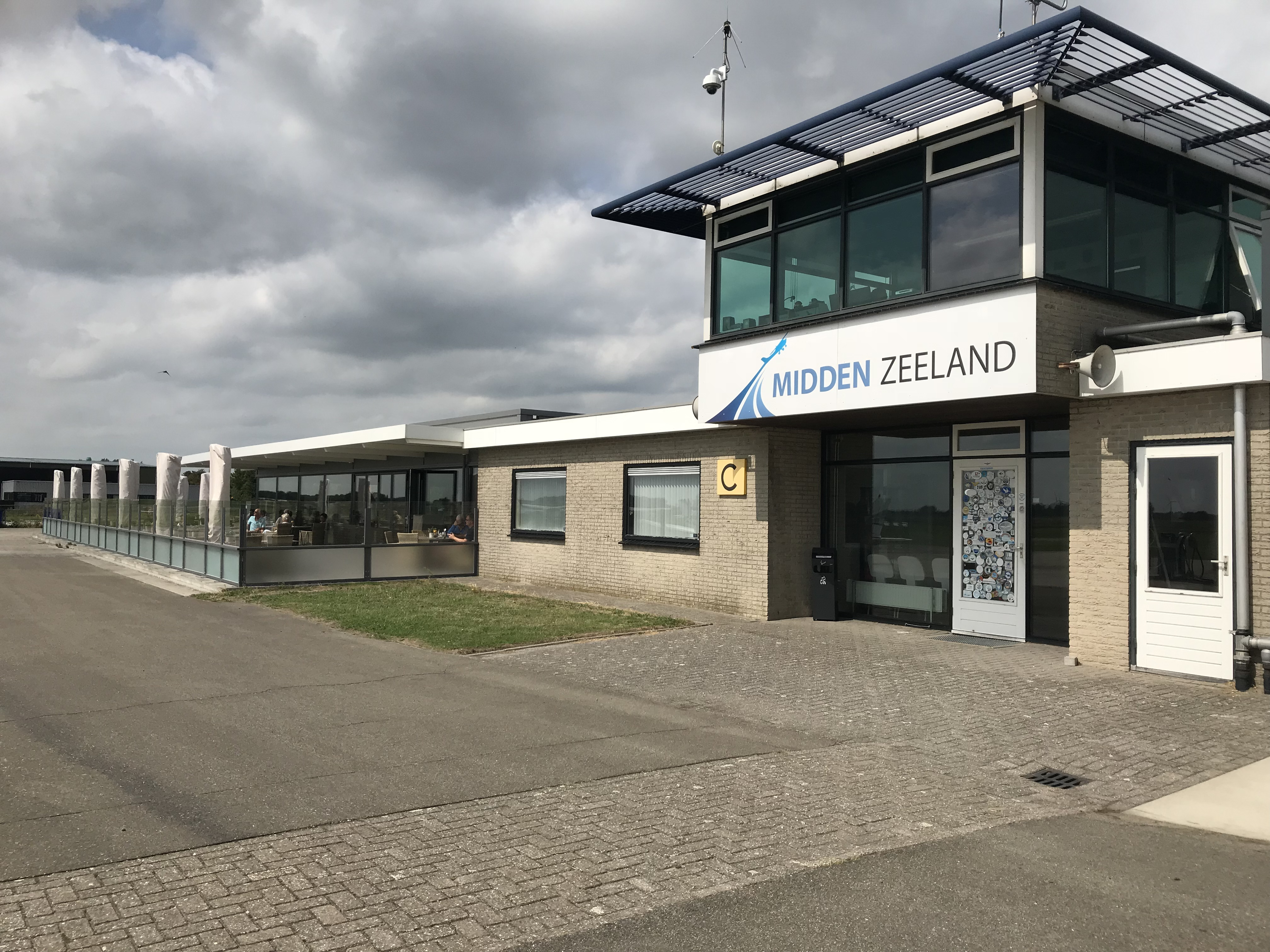
فرودگاه میدن-زیلاند

فرودگاه میدن-زیلاند (به انگلیسی: Midden-Zeeland Airport) (به زبان بومی: Zeeland Airport) یک فرودگاه غیرنظامی است که یک باند فرود چمن دارد و طول باند آن ۱۰۰۰ متر است. این فرودگاه در شهر میدل‌بورخ کشور هلند قرار دارد و در ارتفاع ۶ فوت (۲ متر) متری از سطح دریا واقع شده است.